# Bågskytte vid olympiska sommarspelen 2024
Bågskytte vid olympiska sommarspelen 2024 arrangerades mellan 25 juli och 4 augusti 2024 vid Les Invalides  i Paris, Frankrike På programmet fanns individuella tävlingar och lagtävlingar för damer och herrar samt lagtävling för mixedlag.
Sydkorea dominerade tävlingarna och vann samtliga fem guld och två ytterligare medaljer. 

## Medaljsammanfattning
| Gren                             | Guld                                              | Silver                                                          | Brons                                                   |  |  |  |
| Damernas tävling Detaljer...     | Lim Si-hyeon Sydkorea                             | Nam Su-hyeon Sydkorea                                           | Lisa Barbelin Frankrike                                 |  |  |  |
| Damernas lagtävling Detaljer...  | Sydkorea Jeon Hun-young Lim Si-hyeon Nam Su-hyeon | Kina An Qixuan Li Jiaman Yang Xiaolei                           | Mexiko Ángela Ruiz Alejandra Valencia Ana Paula Vázquez |  |  |  |
|                                  |                                                   |                                                                 |                                                         |  |  |  |
| Herrarnas tävling Detaljer...    | Kim Woo-jin Sydkorea                              | Brady Ellison USA                                               | Lee Woo-seok Sydkorea                                   |  |  |  |
| Herrarnas lagtävling Detaljer... | Sydkorea Kim Je-deok Kim Woo-jin Lee Woo-seok     | Frankrike Baptiste Addis Thomas Chirault Jean-Charles Valladont | Turkiet Mete Gazoz Berkim Tümer Abdullah Yıldırmış      |  |  |  |
|                                  |                                                   |                                                                 |                                                         |  |  |  |
| Mixedlag Detaljer...             | Sydkorea Kim Woo-jin Lim Si-hyeon                 | Tyskland Florian Unruh Michelle Kroppen                         | USA Brady Ellison Casey Kaufhold                        |  |  |  |

Denna tabell: visa • redigera

## Medaljtabell
| Pl.    | Nation    | Guld | Silver | Brons | Totalt |
| ------ | --------- | ---- | ------ | ----- | ------ |
| 1      | Sydkorea  | 5    | 1      | 1     | 7      |
| 2      | Frankrike | 0    | 1      | 1     | 2      |
| 2      | USA       | 0    | 1      | 1     | 2      |
| 4      | Tyskland  | 0    | 1      | 0     | 1      |
| 4      | Kina      | 0    | 1      | 0     | 1      |
| 6      | Mexiko    | 0    | 0      | 1     | 1      |
| 6      | Turkiet   | 0    | 0      | 1     | 1      |
| Totalt | Totalt    | 5    | 5      | 5     | 15     |